# BBC Television Centre
Il BBC Television Centre è un complesso edilizio situato a White City nel West London, che ha ospitato il quartier generale della BBC Television tra il 1960 e il 2013.

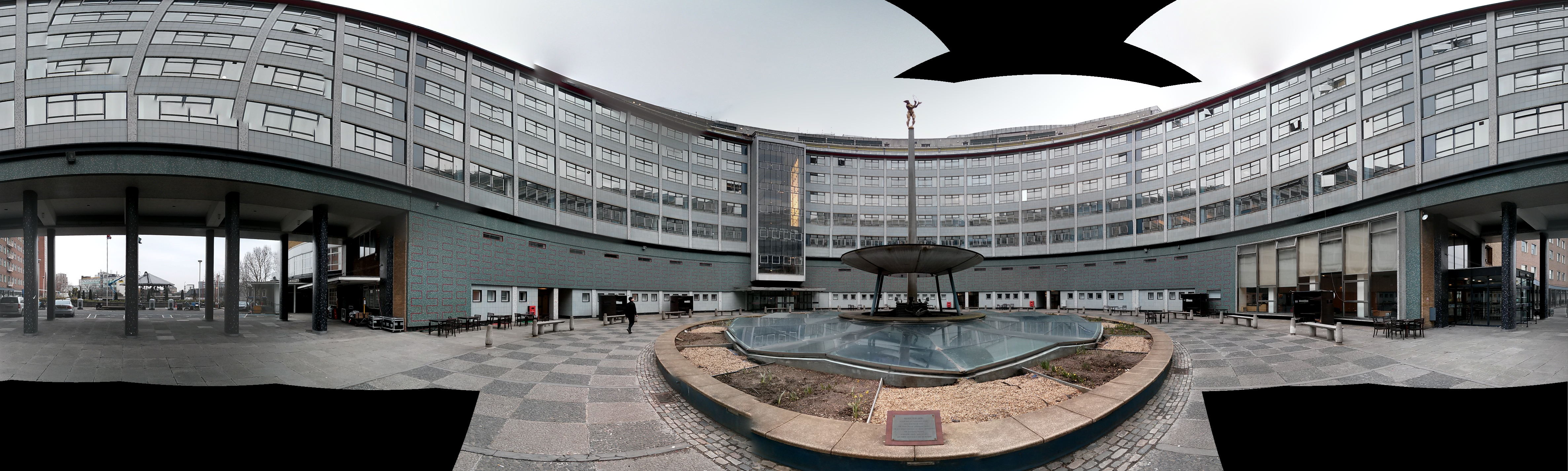
BBC Television Centre

Dopo una pesante ristrutturazione, il complesso ha riaperto nel 2017 con tre studi in uso per la realizzazione di programmi televisivi, gestiti dalla BBC Studioworks. 
Il complesso fu ufficialmente aperto il 29 giugno 1960.